# Salix aegyptiaca
Salix acutifolia
Espèce
Classification APG III (2009)

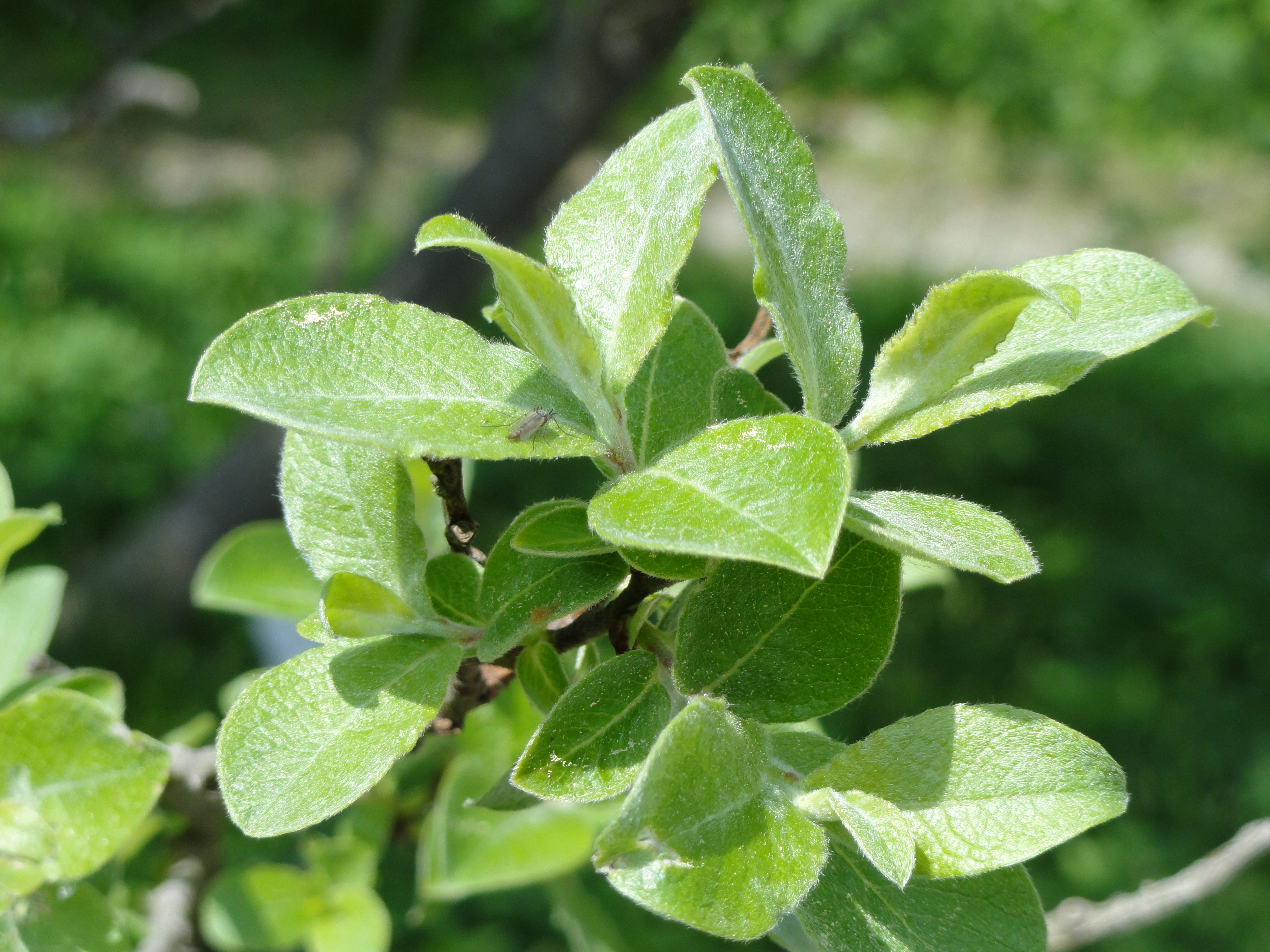
Détail.

Salix aegyptiaca, le Saule d'Égypte, est une espèce de plantes à fleurs de la famille des salicaceae. C'est un saule natif du sud-ouest de l'Asie.

## Étymologie
Salix est le nom générique latin pour le saule, aegyptiaca fait référence à l'une de ses localisations l'Égypte. 

## Description
C'est un arbuste (ou un arbre) qui peut atteindre  2,5 à 10 m de hauteur.
Avec un pétiole de 4 à 12 mm, les feuilles caduques, d'ovales à elliptico-lancéolées, de 5 à 15 x 3 à 6 cm, avec une largeur d'à peu près la moitié de la longueur, sont garnies de pilosité grise. Après la fleur femelle de 4-6 x 1-1,5 cm, se forme le fruit qui est une capsule de 7 à 9 mm.

## Répartition
On rencontre l'espèce en Turquie, en Anatolie (Province de Bitlis, Hakkari), en Transcaucasie (Zanguezour), Karabagh (Azerbaïdjan), nord de Iran ; elle se cultive en Égypte, Irak, Afghanistan et au Pakistan.

## Taxonomie
Salix aegyptiaca est décrit par Carl von Linné et fait l'objet d'une publication dans Centuria I. Plantarum... 1: 33, en 1755.
Synonyme
- Salix phlomoides M.Bieb.[4].